# Streptopelia hypopyrrha
Streptopelia hypopyrrha е вид птица от семейство Гълъбови (Columbidae).

## Разпространение
Видът е разпространен в Камерун и Нигерия.